# Голуха
Голу́ха (рос. Голуха) — селище у складі Зоринського району Алтайського краю, Росія. Адміністративний центр та єдиний населений пункт Голухинської сільської ради.

## Населення
Населення — 1823 особи (2010; 1918 у 2002).
Національний склад (станом на 2002 рік):
- росіяни — 95 %